# Marcel Perrot
Marcel Léon Jacques Perrot (* 24. Februar 1879 in Vendôme; † 16. Juli 1969 in Deauville) war ein französischer Florettfechter.

## Erfolge
Marcel Perrot erreichte bei den Olympischen Spielen 1920 in Brüssel mit der Mannschaft die Finalrunde, in der die französische Equipe mit drei Siegen und einer Niederlage hinter Italien und vor den Vereinigten Staaten den zweiten Platz belegte. Gemeinsam mit Gaston Amson, Lionel Bony de Castellane, Philippe Cattiau, Roger Ducret, Lucien Gaudin, André Labatut und Georges Trombert erhielt Perrot, der nur in der Vorrundenbegegnung gegen die Niederlande zum Einsatz kam, somit die Silbermedaille. Im Einzel belegte er den elften Rang.